# Platytingis
Platytingis is een geslacht van wantsen uit de familie van de Tingidae (Netwantsen). Het geslacht werd voor het eerst wetenschappelijk beschreven door Carl John Drake in 1925.

## Soorten
Het genus bevat de volgende soorten:

- Platytingis betiokyana Duarte Rodrigues, 1982
- Platytingis pediades Drake, 1925